# 2016 FY59
2016 FY59, também escrito como 2016 FY59, é um objeto transnetuniano que está localizado no cinturão de Kuiper, uma região do Sistema Solar. Ele possui uma magnitude absoluta de 6,9 e tem um diâmetro estimado de 183 km.

## Descoberta
2016 FY59 foi descoberto no dia 29 de março de 2016 pelo DECam.

## Órbita
A órbita de 2016 FY59 tem uma excentricidade de 0,108 e possui um semieixo maior de 39,500 UA. O seu periélio leva o mesmo a uma distância de 41,713 UA em relação ao Sol e seu afélio a 49,055 UA.